# Campeonato Mundial de Atletismo em Pista Coberta de 2024 - Revezamento 4x400 m feminino
A prova dos 4 x 400 metros estafetas feminino do Campeonato Mundial de Atletismo em Pista Coberta de 2024 ocorreu no dia 3 de março na Arena Commonwealth, em Glasgow, no Reino Unido.

## Recordes
Antes desta competição, os recordes mundiais e do campeonato nesta prova eram os seguintes:
|                       | Nacionalidade  | Tempo     | Local       | Data                |
| --------------------- | -------------- | --------- | ----------- | ------------------- |
| Recorde mundial       | Estados Unidos | 3m 21s 75 | Albuquerque | 11 de março de 2023 |
| Recorde do campeonato | Estados Unidos | 3m 23s 85 | Birmingham  | 4 de março de 2018  |

## Medalhistas
| Ouro | Prata | Bronze                                                                                 |
| Países Baixos · Lieke Klaver · Cathelijn Peeters · Lisanne de Witte · Femke Bol · Myrte van der Schoot* · Eveline Saalberg* | Estados Unidos · Quanera Hayes · Talitha Diggs · Bailey Lear · Alexis Holmes · Jessica Wright* · Na'Asha Robinson* | Reino Unido · Laviai Nielsen · Lina Nielsen · Ama Pipi · Jessie Knight · Hannah Kelly* |

* Competiram apenas nas eliminatórias

## Cronograma
Todos os horários são locais (UTC+0).
| Data       | Hora  | Evento  |
| ---------- | ----- | ------- |
| 3 de março | 11:37 | Bateria |
| 3 de março | 20:32 | Final   |

## Resultados

### Bateria
Qualificação: 2 atletas de cada bateria (Q) mais os 2 melhores qualificados (q).
| Posição | Bateria | Raia | Nacionalidade  | Atletas                                                                 | Tempo   | Notas                |
| ------- | ------- | ---- | -------------- | ----------------------------------------------------------------------- | ------- | -------------------- |
| 1       | 2       | 5    | Grã-Bretanha   | Lina Nielsen, Ama Pipi, Hannah Kelly, Jessie Knight                     | 3:26.40 | Q,                   |
| 2       | 2       | 6    | Jamaica        | Junelle Bromfield, Andrenette Knight, Charokee Young, Leah Anderson     | 3:27.35 | Q,                   |
| 3       | 1       | 6    | Países Baixos  | Myrte van der Schoot, Eveline Saalberg, Lisanne de Witte, Femke Bol     | 3:27.70 | Q,                   |
| 4       | 1       | 5    | Estados Unidos | Quanera Hayes, Jessica Wright, Na'Asha Robinson, Bailey Lear            | 3:28.04 | Q                    |
| 5       | 1       | 3    | Bélgica        | Naomi Van den Broeck, Imke Vervaet, Helena Ponette, Cynthia Bolingo     | 3:28.07 | q,                   |
| 6       | 1       | 4    | Irlanda        | Phil Healy, Sophie Becker, Róisín Harrison, Sharlene Mawdsley           | 3:28.45 | q,                   |
| 7       | 2       | 3    | Chéquia        | Tereza Petržilková, Terezie Táborská, Lurdes Manuel, Lada Vondrová      | 3:28.57 | Recorde da temporada |
| 8       | 2       | 4    | Polónia        | Marika Popowicz-Drapała, Kinga Gacka, Anna Gryc, Justyna Święty-Ersetic | 3:28.80 | Recorde da temporada |
| 9       | 2       | 2    | Portugal       | Fatoumata Binta Diallo, Carina Vanessa, Cátia Azevedo, Vera Barbosa     | 3:31.93 | Recorde nacional     |

### Final
A final ocorreu dia 3 de março às 20:32.
| Posição           | Raia | Nacionalidade  | Atletas                                                                   | Tempo   | Notas                                  |
| ----------------- | ---- | -------------- | ------------------------------------------------------------------------- | ------- | -------------------------------------- |
| Medalha de ouro   | 5    | Países Baixos  | Lieke Klaver, Cathelijn Peeters, Lisanne de Witte, Femke Bol              | 3:25.07 | Melhor marca do ano · Recorde nacional |
| Medalha de prata  | 4    | Estados Unidos | Quanera Hayes, Talitha Diggs, Bailey Lear, Alexis Holmes                  | 3:25.34 | Recorde da temporada                   |
| Medalha de bronze | 6    | Grã-Bretanha   | Laviai Nielsen, Lina Nielsen, Ama Pipi, Jessie Knight                     | 3:26.36 | Recorde nacional                       |
| 4                 | 1    | Bélgica        | Naomi Van den Broeck, Helena Ponette, Camille Laus, Cynthia Bolingo       | 3:28.05 | Recorde nacional                       |
| 5                 | 2    | Irlanda        | Phil Healy, Sophie Becker, Róisín Harrison, Sharlene Mawdsley             | 3:28.92 |                                        |
|                   | 3    | Jamaica        | Lanae-Tava Thomas, Andrenette Knight, Charokee Young, Stacey Ann Williams | DNF     |                                        |

Legenda
| Recorde mundial       | Recorde mundial (World record)               |                       | Recorde africano                      | Recorde africano (African) |                                           | Q | Classificado por posição (Qualified) |
| Recorde do campeonato | Recorde do campeonato (Championship record)  | Recorde da América    | Recorde da América (Americas)         | q                          | Classificado por melhor tempo (Qualified) |   |                                      |
| Melhor marca do ano   | Melhor marca do ano (World leading)          | Recorde asiático      | Recorde asiático (Asian)              | DNS                        | Não largou (Did not start)                |   |                                      |
| Recorde nacional      | Recorde nacional (National record)           | Recorde europeu       | Recorde europeu (European)            | DNF                        | Não terminou (Did not finish)             |   |                                      |
| Recorde pessoal       | Recorde pessoal do atleta (Personal best)    | Recorde da Oceania    | Recorde da Oceania (Oceania)          | DSQ / DQ                   | Desclassificado (Disqualified)            |   |                                      |
| Recorde da temporada  | Recorde da temporada do atleta (Season best) | Recorde sul-americano | Recorde sul-americano (South America) | NM                         | Sem marca (No mark)                       |   |                                      |